# 東後琢三郎
東後 琢三郎（とうご たくさぶろう、1896年 - 1971年9月）は、日本の都市計画家。福岡県や近畿地方（関西）における都市計画及び土地区画整理事業で活動した。旧制中学校卒業で事務官として役所に入り、後に特別昇進を遂げた。

## 生涯
兵庫県に生まれる。
兵庫県立小野中学校（現・兵庫県立小野高等学校）卒業後、1916年に加西郡役所に入庁する。
1920年10月より、都市計画地方委員会書記兼兵庫県属として都市計画神戸地方委員会（1921年に都市計画兵庫地方委員会に改称）に勤務する。この年に都市計画法が施行された。
1928年7月から内務省都市計画地方委員会事務官となり都市計画福岡地方委員会に転動した。福岡在勤のまま1931年10月、地方事務官との兼務で福岡県内務部都市計画課長に就任する。1933年10月、同県土木部新設に伴い土木部都市計画課長兼経理課長となる。福岡在勤当時の東後について、部下として仕えた竹重貞蔵は「福岡県時代6年間師事したがその卓抜な意見には常に敬服させられた」「中学卒の特進の事務官課長であったが高文出、現在の国家公務員採用上級試験の部課長に任して一歩も遷色ない識見と貫録を持していた」と1987年の文章で評している。都市計画に対する国の助成がなかった時代に、土地区画整理組合事業が都市計画実現のポイントであるという見地から、県下の主要7都市に組合事業を支援する県の職員を1人ずつ派遣常駐させた。その結果、1937年までに40以上の組合が設立された。
東後を「遠大な理想主義者」と評する竹重貞蔵によると、関門海底トンネルの調査を1931年におこなったり、博多駅の移転を提言するなどしたという。
1937年1月に福岡県を退庁して大阪市に移籍、土木部大阪駅前整理事務所長に就任した。以後、土木部整地課長（1940年）、復興局土木部整地課長（1946年1月）、整地部次長兼換地課長（1946年12月）を歴任した。1947年7月に大阪市を退職したが、1949年までは嘱託として務める。
退職後は大阪府・兵庫県・和歌山県や近畿6市で都市計画審議会委員を務めたほか、近畿地方10市や日本住宅公団（20か所）で土地区画整理審議会委員や会長の任に就いた。近畿都市学会（磯村英一主宰）理事でもあった。
病気により1971年9月死去。